# Лейтенант-губернатор Нью-Брансуика
Лейтенант-губернатор Нью-Брансуика — королевский представитель в интересах провинциального правительства в канадской провинции Нью-Брансуик. Лейтенант-губернатор «является в такой же степени представителем Её Величества в интересах провинциального правительства, в какой генерал-губернатор — в интересах правительства Доминиона». С 30 сентября 2009 года лейтенант-губернатором Нью-Брансуика, 30-м по счёту, является Грейдон Николас .

## Роль лейтенант-губернатора
Лейтенант-губернатор Нью-Брансуика является представителем монархии в Нью-Брансуике в интересах провинциального правительства и в то же время выполняет определённые функции от лица федерального правительства . Лейтенант-губернатор открывает законодательную ассамблею, принимает присягу премьер-министра и кабинета министров. Лейтенант-губернатор даёт королевскую резолюцию всем законопроектам перед вступлением в силу, а также подписывает все официальные документы 
.
Кроме конституционных у лейтенант-губернатора есть и церемониальные обязанности. Например, под патронажем лейтенант-губернатора действует канадского отделение Красного Креста в Нью-Брансуике, отделение королевского канадского легиона в Нью-Брансуике (организация ветеранов). Лейтенант-губернатор, который сам является рыцарем (или дамой) ордена, имеет право принимать в орден Нью-Брансуика , члены которого автоматически получают рыцарское звание и становятся членами ордена Святого Иоанна Иерусалимского.
Кроме того, лейтенант-губернатор принимает участие во многих протокольных мероприятиях в качестве почётного гостя. Присутствие лейтенант-губернатора на подобных церемониях отмечается специальным флагом лейтенант-губернатора, а сам лейтенант-губернатор в отсутствие королевы Великобритании занимает почётное первое место в специальном порядке следования персон .

## Флаг лейтенант-губернатора
Флаг лейтенант-губернатора Нью-Брансуика был утверждён 19 ноября 1982 года специальным указом . В частности, указ следующим образом описывает штандарт
…a royal blue flag, two by width and three by length, the shield of the Arms of the Province surrounded by a circlet of ten gold stylized maple leaves, representing the ten Provinces of Canada. Above all a St. Edward’s Crown in proper colours, representing the Sovereign’s representative in the Province.
Этот штандарт развевается над домом правительства и зданием законодательной ассамблеи во время нахождения лейтенант-губернатора во Фредериктоне. Кроме того, он находится на текущей резиденции лейтенант-губернатора провинции . Кроме того, во время протокольных церемоний штандарт лейтенант-губернатора находится сразу после штандарта Её Величества. Штандарт генерал-губернатора Канады идёт следом за штандартом лейтенант-губернатора провинции, на территории которой проходит церемония .

## История
Институт лейтенант-губернаторства в Нью-Брансуике берёт своё начало с 1786 года, когда колония Нью-Брансуик была отделена от Новой Шотландии, а правительство Уильяма Питта одобрило идею о губернаторах в новых юрисдикциях Великобритании: Острове Принца Эдуарда, Новой Шотландии, Квебеке и Нью-Брансуике. Таким образом, пост губернатора Нью-Брансуика заменил пост шефа-губернатора и его представителя в колонии — лейтенанта. Первым губернатором Нью-Брансука стал полковник Томас Карлтон, который определил административное деление провинции.
Современная версия института была образована в 1873 году вместе с вхождением провинции в конфедерацию. С этого момента на службе провинции побывало 30 лейтенант-губернаторов, среди них такие личности как Маргарет Маккейн — первая женщина, ставшая лейтенант-губернатором провинции, Гедард Робишу — первый лейтенант-губернатор, выходец из Акадии. Меньше всех пост лейтенант-губернатора занимал Джон Бойд, с 21 сентября 1893 года по 4 декабря 1893 года, в то время как дольше всех на посту оставался Дэвид Лоуренс Макларен, с 1 ноября 1945 года по 5 июня 1958 года.